# Гексалогия
Гексалогия — литературное, музыкальное или кинематографическое произведение, состоящее из шести частей, объединённых общей идеей, героями, сюжетом.

## Известные гексалогии

### Книги
- «Война паучьей королевы» — межавторская серия под редакцией Роберта Сальваторе:

1. Ричард Ли Байерс — Отречение / англ. Dissolution (2002)
2. Томас Рейд — Восстание / англ. Insurrection (2002)
3. Ричард Бейкер — Осуждение / англ. Condemnation (2003)
4. Лиза Смедман — Вымирание / англ. Extinction (2004)
5. Филип Этанс — Истребление / англ. Annihilation (2004)
6. Пол Кемп — Возрождение / англ. Resurrection (2005)

- Александр Волков — «Волшебник Изумрудного города» и последовавшие:

1. Волшебник Изумрудного города
2. Урфин Джюс и его деревянные солдаты
3. Семь подземных королей
4. Огненный бог Марранов
5. Жёлтый туман
6. Тайна заброшенного замка

- Рик Риордан — «Перси Джексон и Боги-олимпийцы»:

1. Перси Джексон и Похититель молний
2. Перси Джексон и Море чудовищ
3. Перси Джексон и Проклятие титана
4. Перси Джексон и Лабиринт смерти
5. Перси Джексон и Боги-олимпийцы: Секретные материалы
6. Перси Джексон и Последнее пророчество

- Фрэнк Герберт — «Хроники Дюны»:

1. Дюна (англ. Dune)
2. Мессия Дюны (англ. Dune Messiah)
3. Дети Дюны (англ. Children of Dune)
4. Бог-Император Дюны (англ. God-Emperor of Dune)
5. Еретики Дюны (англ. Heretics of Dune)
6. Капитул Дюны (англ. Chapterhouse: Dune)

- Ник Перумов — цикл «Хранитель мечей»:

1. Дочь Некроманта
2. Алмазный меч, деревянный меч
3. Рождение мага
4. Странствия мага
5. Одиночество мага
6. Война мага — иногда считается состоящей из четырёх отдельных книг («Война мага: Дебют», «Война мага: Миттельшпиль», «Война мага: Эндшпиль», «Война мага: Конец игры»), превращая таким образом гексалогию в ноналогию.

### Фильмы
- «Бетховен» (собака):

1. Бетховен (1992)
2. Бетховен 2 (1993)
3. Бетховен 3 (2000)
4. Бетховен 4 (2001)
5. Бетховен 5 (2003)
6. Бетховен: Большой бросок (2008)

- «Живые мертвецы» (Джорджа Ромеро):

1. Ночь живых мертвецов (1968)
2. Рассвет мертвецов (1978)
3. День мертвецов (1985)
4. Земля мёртвых (2005)
5. Дневники мертвецов (2007)
6. Выживание мертвецов (2009)

В серию иногда включают фильмы, основанные на сюжетах Джорджа Ромеро, но снятых другими режиссёрами и продюсерами; к примеру, «Рассвет мертвецов» (Дж. Ромеро был соавтором сценария). Серия, таким образом, перестаёт быть гексалогией.
- «Обитель зла»:

1. Обитель зла
2. Обитель зла 2: Апокалипсис
3. Обитель зла 3
4. Обитель зла в 3D: Жизнь после смерти
5. Обитель зла: Возмездие
6. Обитель зла: Последняя глава

- «Однажды в Китае»:

1. Однажды в Китае (1991)
2. Однажды в Китае 2 (1992)
3. Однажды в Китае 3 (1993)
4. Однажды в Китае 4 (1994)
5. Однажды в Китае 5 (1995)
6. Однажды в Китае 6 / альт. «Однажды в Китае и в Америке» (1997)

- «Рокки»:

1. Рокки (1976)
2. Рокки 2 (1979)
3. Рокки 3 (1982)
4. Рокки 4 (1985)
5. Рокки 5 (1990)
6. Рокки Бальбоа (2006)

В некотором смысле гексалогией также можно считать две трилогии Питера Джексона («Властелин Колец» и «Хоббит»), так как события «Властелина Колец» происходят в том же мире, что и в «Хоббите», но с разницей в несколько десятков лет.

### Игры
- «Ace Combat»:

1. Air Combat (1995)
2. Ace Combat 2 (1997)
3. Ace Combat 3: Electrosphere (2000)
4. Ace Combat 04: Shattered Skies (2001)
5. Ace Combat 5: The Unsung War (2004)
6. Ace Combat 6: Fires of Liberation (2007)

- «Tekken (серия игр)»:

1. Tekken (1994)
2. Tekken 2 (1996)
3. Tekken 3 (1998)
4. Tekken 4 (2002)
5. Tekken 5 (2005)
6. Tekken 6 (2007)